# Peter Gaydon
Peter Gaydon (ur. 6 maja 1941 roku w Cambridge) – brytyjski kierowca wyścigowy.

## Kariera
Gaydon rozpoczął międzynarodową karierę w wyścigach samochodowych w 1967 roku od startów w Brytyjskiej Formule 3 BRSCC Les Leston. Z dorobkiem 45 punktów uplasował się tam na szóstej pozycji w klasyfikacji generalnej. W tym samym roku nie ukończył wyścigu Grand Prix Makau. W późniejszych latach Brytyjczyk pojawiał się także w stawce Skarpnäcksloppet, Formuła 3 - Hämeenlinna Ajot, Sveriges Grand Prix, Gran Premio de Barcelona, Europejskiej Formuły 2, Plessey Trophy, Francuskiej Formuły 3 oraz Internationales ADAC-Eifelrennen.
W Europejskiej Formule 2 Brytyjczyk startował w latach 1968, 1970. W pierwszym sezonie startów nie zdobywał punktów. Dwa lata później z dorobkiem jednego punktu uplasował się na osiemnastym miejscu w końcowej klasyfikacji kierowców.